# He Zi
He Zi (chiń. 何姿; ur. 11 grudnia 1990) – chińska skoczkini do wody.

## Osiągnięcia
- 2006 – srebrny medal w skoku z trampoliny 3 m na Igrzyskach Azjatyckich.[1]
- 2007 – złoty medal w skoku z trampoliny 1 m na Mistrzostwach Świata w Pływaniu 2007.
- 2009 – złoty medal w skoku z trampoliny 3 m na FINA Diving World Series.
- 2010 – złoty medal w skoku z trampoliny 3 m i złoty medal (w parze z Wu Minxia) w synchronizowanych skokach z trampoliny 3 m na siedemnastym FINA Diving World Cup oraz złoty medal igrzysk azjatyckich w skoku z trampoliny 3 m solo.
- 2011 – złoty medal (w parze z Wu Minxia) w synchronizowanych skokach z trampoliny 3 m oraz srebrny medal w skoku z trampoliny 3 m na Mistrzostwach Świata w Pływaniu 2011.
- 2012 – złoty medal (w parze z Wu Minxia) w synchronizowanych skokach z trampoliny 3 m na Letnich Igrzyskach Olimpijskich 2012.
- 2012 – srebrny medal w skoku z trampoliny 3 m na Letnich Igrzyskach Olimpijskich 2012.
- 2016 – srebrny medal w skoku z trampoliny 3 m na Letnich Igrzyskach Olimpijskich 2016.

## Życie osobiste
14 sierpnia 2016, po zdobyciu srebrnego medalu na Letnich Igrzyskach Olimpijskich 2016, He Zi przyjęła oświadczyny swojego chłopaka Qin Kai, który poprosił ją o rękę publicznie na oczach widowni.